# アメリカン・バーレスク

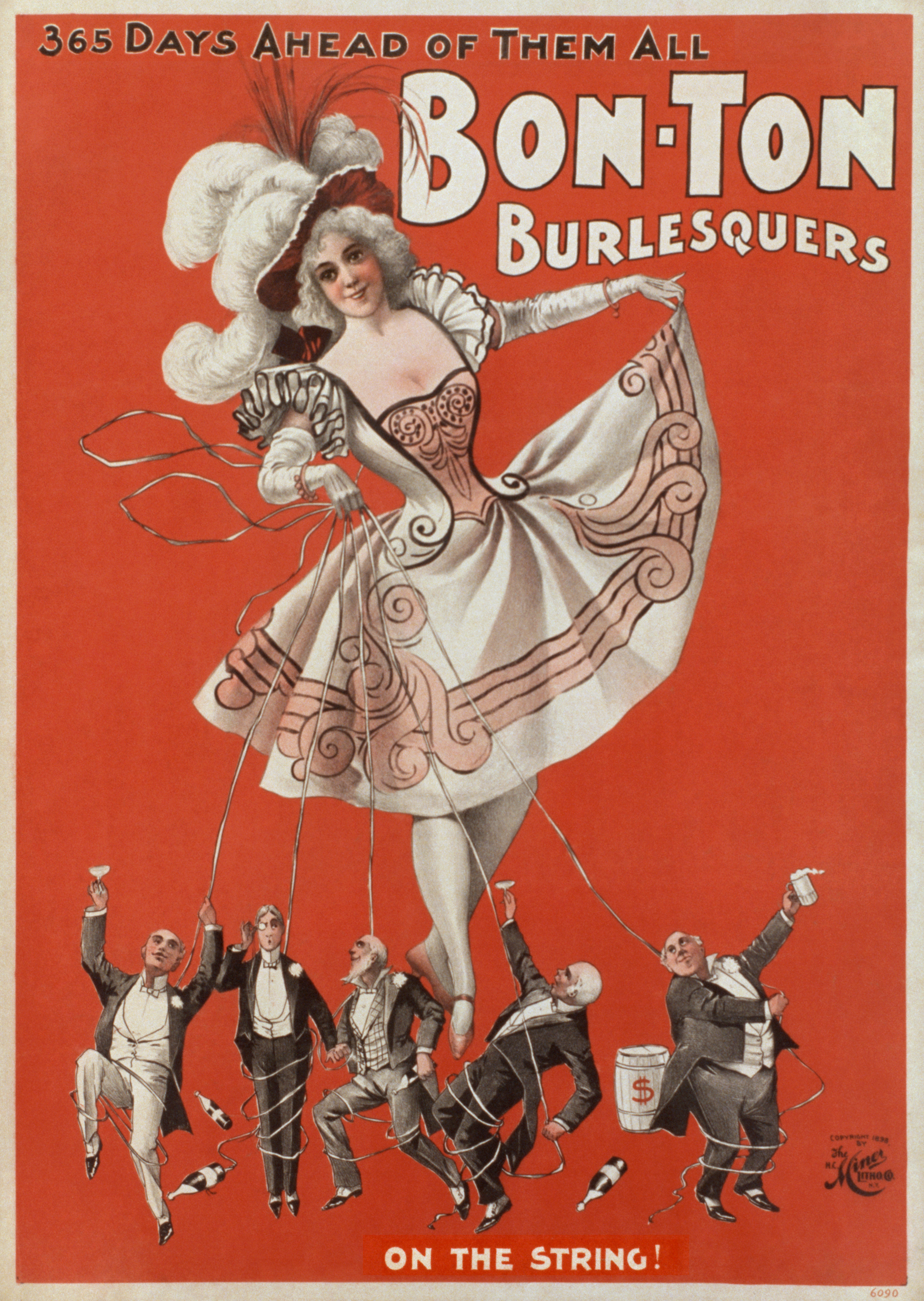
バーレスクの広告 (1898年)

アメリカン・バーレスク (英語: American burlesque) は、ヴァラエティショーのジャンルの一種で、主にストリップティーズやコメディアンによるお笑いなどを組み合わせたショーを指す。ヴィクトリア朝のバーレスク、ミュージックホール、ミンストレル・ショーなどからさまざまな要素を受け継いだアメリカ式のバーレスクは、1860年代から人気を博し、下ネタジョークなどの猥雑なコメディと女性のストリップティーズを特徴とするエンタテイメント形態に発展した。20世紀初頭までに、アメリカのバーレスクはストリップティーズとコメディをもとに、諷刺、パフォーマンスアート、ミュージックホール、成人向けエンタテイメントなど雑多なものを組み合わせた大衆的なショーとして上演されるようになった。
この娯楽はキャバレー、クラブ、ミュージックホール、劇場などでよく上演された。1930年代から1940年代にかけて、バーレスクを上演する劇場や雑誌は「女の子と冗談！」("Girls and Gags!") や「お嬢さんとお笑い！」("Fillies and Fun!") などというキャッチフレーズを使ってこうした場所にお客を呼び込もうとしていた。パフォーマーの多くは女性だったが、豪華で色鮮やかな衣類を着こみ、雰囲気のある音楽や劇的な照明をそなえた活人画などを舞台にかけていた。こうしたパフォーマンスの印象を強めるため、火吹きやコントーションなど珍奇な芸が披露されることもあった。バーレスクというジャンルは伝統的に雑多な芸能を含むものであり、ストリップティーズアーティストに加えてシャンソン歌手やコメディアン、マイムのアーティスト、女性ダンサーなどが入り交じって登場し、いずれも諷刺的なスタイルで芸を披露していた。バーレスクの構成要素であるストリップティーズは地域によって徹底的な法的規制を受けることもあり、このため検閲当局と衝突しないように観客をやんわりと刺激する舞台芸術へと発展していった。
バーレスクは1940年代初めから徐々に人気を失っていった。1930年代から60年代にかけて、ハリウッドにはバーレスクの心意気を懐かしむことでこの娯楽分野へのノスタルジアをかきたて、利益をあげようとするプロデューサーが多数いた。

## 文学・演劇におけるバーレスク
「バーレスク」("burlesque")という言葉は、より一般的な意味では真面目な作品の様式や精神を諷刺したり、そうした作品でとりあげられるような主題をばかばかしく扱ったりすることで笑いをとろうとする文学、演劇、音楽の作品を指して使われる。19世紀を通して、文学や演劇におけるバーレスクは特定の作家や芸術家を突拍子もない描き方でごたまぜに組み合わせて模倣したり、いろいろなスタイルを真似したりすることにより、意図的に滑稽な作品を作るというものであった。バーレスクが狙った効果をあげるためには、読者や聞き手が取り上げられる主題を知っている必要があり、高いレベルの知識が当然の前提とされていた。

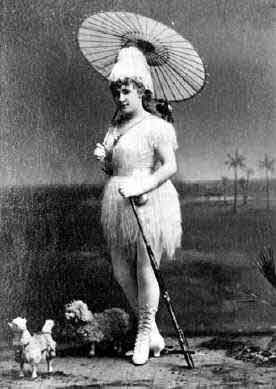
ヴィクトリア朝バーレスクの女王、リディア・トンプソン。

ヴィクトリア朝のバーレスクは時として「トラヴェスティ」や「エクストラバガンザ」などと呼ばれることもあり、1830年代から1890年代にかけてロンドンの劇場で人気を博した。この頃のバーレスクはパロディ音楽劇であり、よく知られているオペラ、戯曲、バレエなどが露骨で喜劇的な演目に翻案される。だいたいは音楽劇できわどいスタイルのものであり、原作の演劇的・音楽的な伝統や様式を嘲笑し、原典のテクストや音楽を引用したり、パスティーシュ風に模倣したりしていた。リアルで歴史的な衣類やセットが役者が行う現代的な行動と並置されることで、古典的主題の場違いさやばかばかしさが浮かび上がり、そこから喜劇としての笑いが生まれるというような演目がしばしば上演された。会話は一般的に押韻二行連句で書かれ、へたくそなシャレがたっぷりちりばめられていた。典型例としてウィリアム・シェイクスピアの『マクベス』のバーレスク作品に出てくるシャレがあげられる。マクベスとバンクォーが傘を差しているところに魔女たちが「万歳！万歳！万歳！」("Hail! hail! hail!") と挨拶し、マクベスがバンクォーに「あの挨拶はどういう意味かな、高貴な領主よ？」とたずねると、「"Hail"（万歳と雹、2つの意味がある）が降ったらあなたの"reign"（「統治」を意味するが、「雨」を指す"rain"と同じ発音）がくるってことですよ」と言われる。劇場で上演されるバーレスク演目の定番はズボン役で登場する魅力的な女性であり、タイツをはいて足を見せるところまではするものの、演目自体は多少きわどいという程度のもので、そこまで過激になることはあまりなかった。

## 歴史
1860年代、イギリスのリディア・トンプソンがブリティッシュ・ブロンズ一座を率いてアメリカでヴィクトリア朝のバーレスクを披露し、知名度が上昇した。時が経つにつれて、バーレスクショーはダンス、歌、機知に富んだジョーク、政治批評などを含むものになっていった。19世紀のバーレスクにおいてはパフォーマーがかなり自由にパフォーマンスを作ることができたので、中には筋の通った物語を全く作ろうとしないようなパフォーマーもいた。1869年以降、バーレスクは急速に人気を博すようになり、1870年から1940年の間にアメリカの全ての州をバーレスクの一座が訪問した。
この時代はヴォードヴィルの一座もまだツアーを行っており、ショーのひとつとしてバーレスクを入れるようになった。ヴォードヴィルのショーでは観客の前でライヴパフォーマンスを行うべく、バーレスクを含むさまざまな芸人たちが一緒に旅をした。1920年代から1930年代にかけて、町に映画館ができるようになったためヴォードヴィルの人気はしだいに衰えたが、バーレスクパフォーマーは活動を続けていた。
ヴォードヴィルの終焉の後、バーレスクはパフォーマーがグラマラスなガウンや手袋、帽子などを着用して行う洗練されたストリップティーズのショーへと発展した。20世紀初頭にはバーレスクは大きな街にあるクラブなどで上演されるようになった。

## パフォーマンス

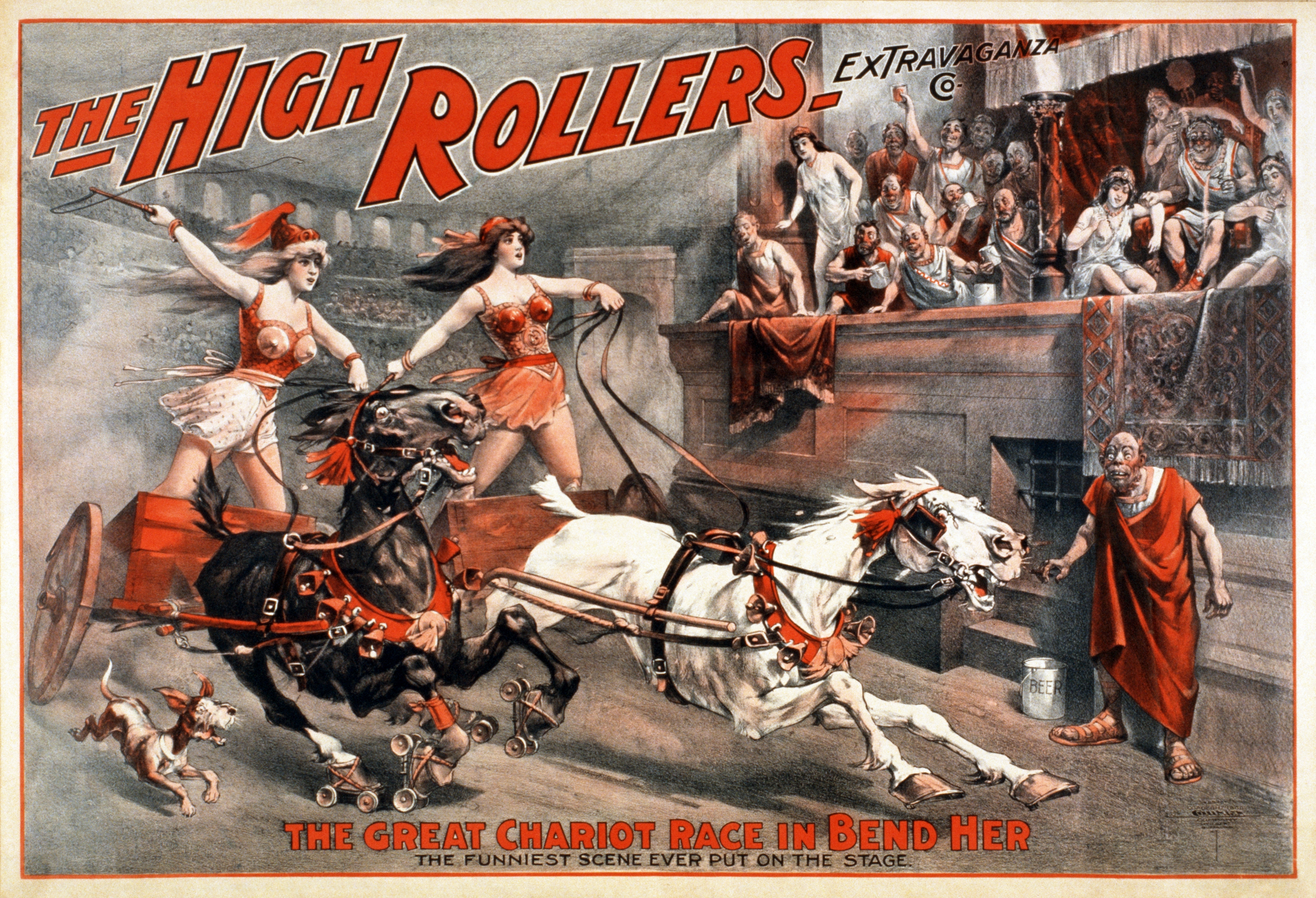
アメリカン・バーレスクの『ベン・ハー』 (1900年頃)

アメリカン・バーレスクの主要な影響源としては、ヴィクトリアン・バーレスク、脚線美が売り物のレビューである「レッグ・ショー」、ミンストレル・ショーの3つがあげられる。英国式のバーレスクは1840年代には既にニューヨークで上演され、成功をおさめていた。リディア・トンプソン率いるブリティッシュ・ブロンズ一座は1868年にアメリカで初めて上演を行い、大きな人気を博した。ミュージカルエクストラバガンザであるThe Black Crook (1866) のような「レッグ・ショー」も同時期に成功していた。すぐにミンストレル・ショーも影響力を持つようになった。アメリカ最初のバーレスク一座のひとつであるレンツ＝サントリー・ノヴェルティ・アンド・バーレスク・カンパニーは1870年にマイケル・B・レーヴィットが立ち上げたもので、レーヴィットはこれより前にミンストレル・ショーの女性版であるマダム・レンツ・フィメイル・ミンストレルズを作っていた。アメリカン・バーレスクはすぐにミンストレル・ショーの3部構成形式を導入するようになった。第1部は女性の一団が演じる歌や踊りで、男性のコメディアンによる下世話なコメディも間に入る。第2部はさまざまな短い特殊演技・雑芸で、女性は登場しない。最後はグランドフィナーレがある。時としてショーの後にボクシングやレスリングの試合が行われることもある。

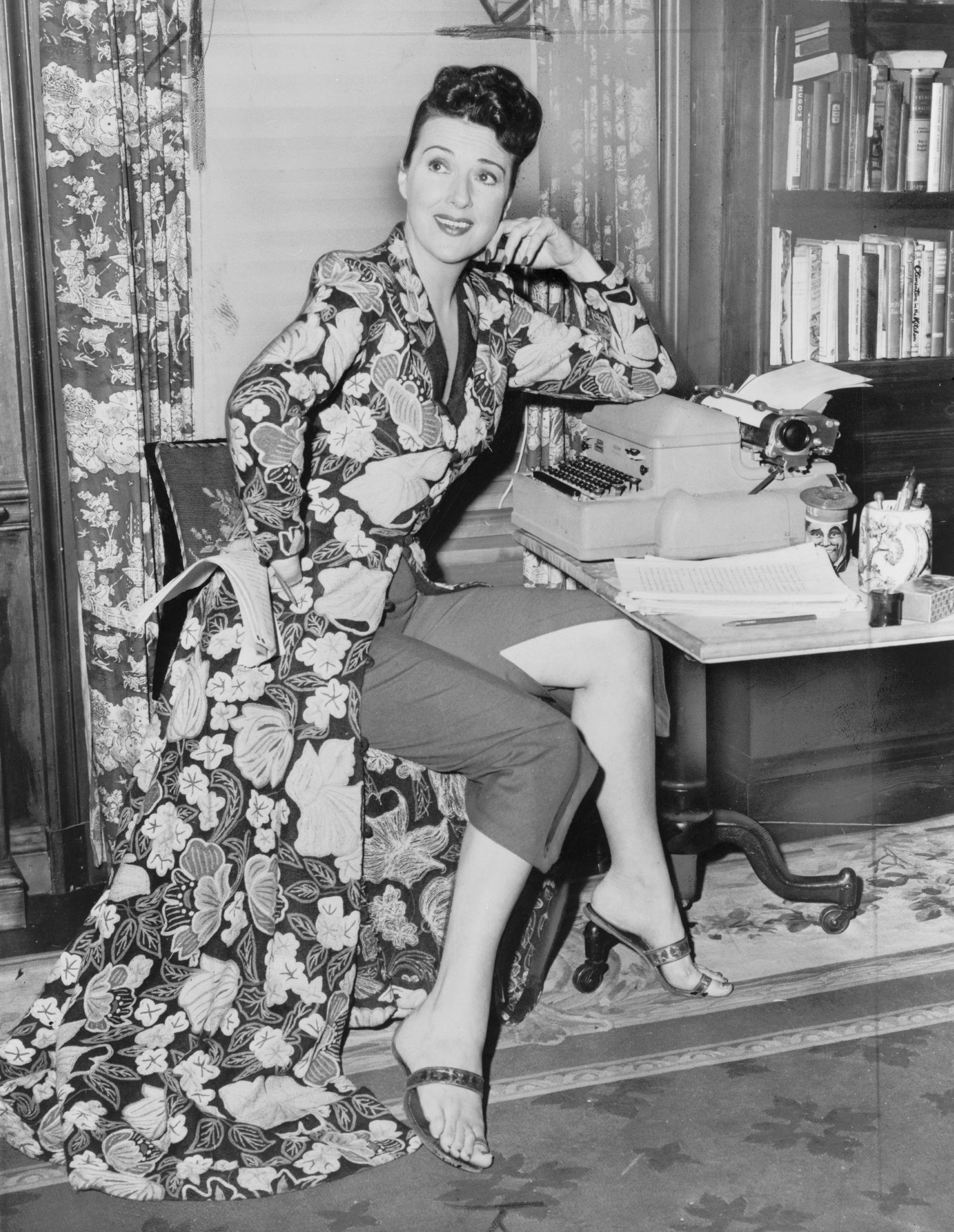
ジプシー・ローズ・リー

元来、バーレスクパフォーマーはオペラ、シェイクスピア劇、クラシックバレエなどのハイ・アートや上流階級をあてこするような面白おかしいコントをショーに組み込んでいた。バーレスクというジャンルはヴォードヴィルと並行して発達したものであり、巡業公演でも競争があった。おそらくは上流階級と下層階級の間にある歴史的、社会的な緊張関係ゆえに、アメリカン・バーレスクにおける笑いは主に庶民的で猥雑な主題に焦点をあてるようになった。1937年にE・W・サージェントは『ヴァラエティ』誌において「バーレスクは融通の利くものだ。おそらくは他のどんな舞台芸能よりもそうだろう」と述べ、バーレスクパフォーマーは決まった方法でパフォーマンスをしなくてよいということを指摘した。つまり、パフォーマーはやりたいように演目を作ることができた。
1880年代までに、アメリカンバーレスクにおいて4つの特徴的な要素が発展し、はっきり見てとれるようになった。その4要素とは、しばしば女性の体を強調するような最低限の衣類、性的に思わせぶりな会話・ダンス・プロット・演出、複雑さはないがシャレがちりばめられた機敏なユーモア、全体のプロットの一貫性にあまり重きを置かない短いショーやコントである。芸術家・作家のジェローム・マイヤーズは、1900年代初頭のニューヨークで、ワーキングクラスの人々が住む地域で見たバーレスクの様子について、「観客の真摯さに感銘を受けた」と書き記している。

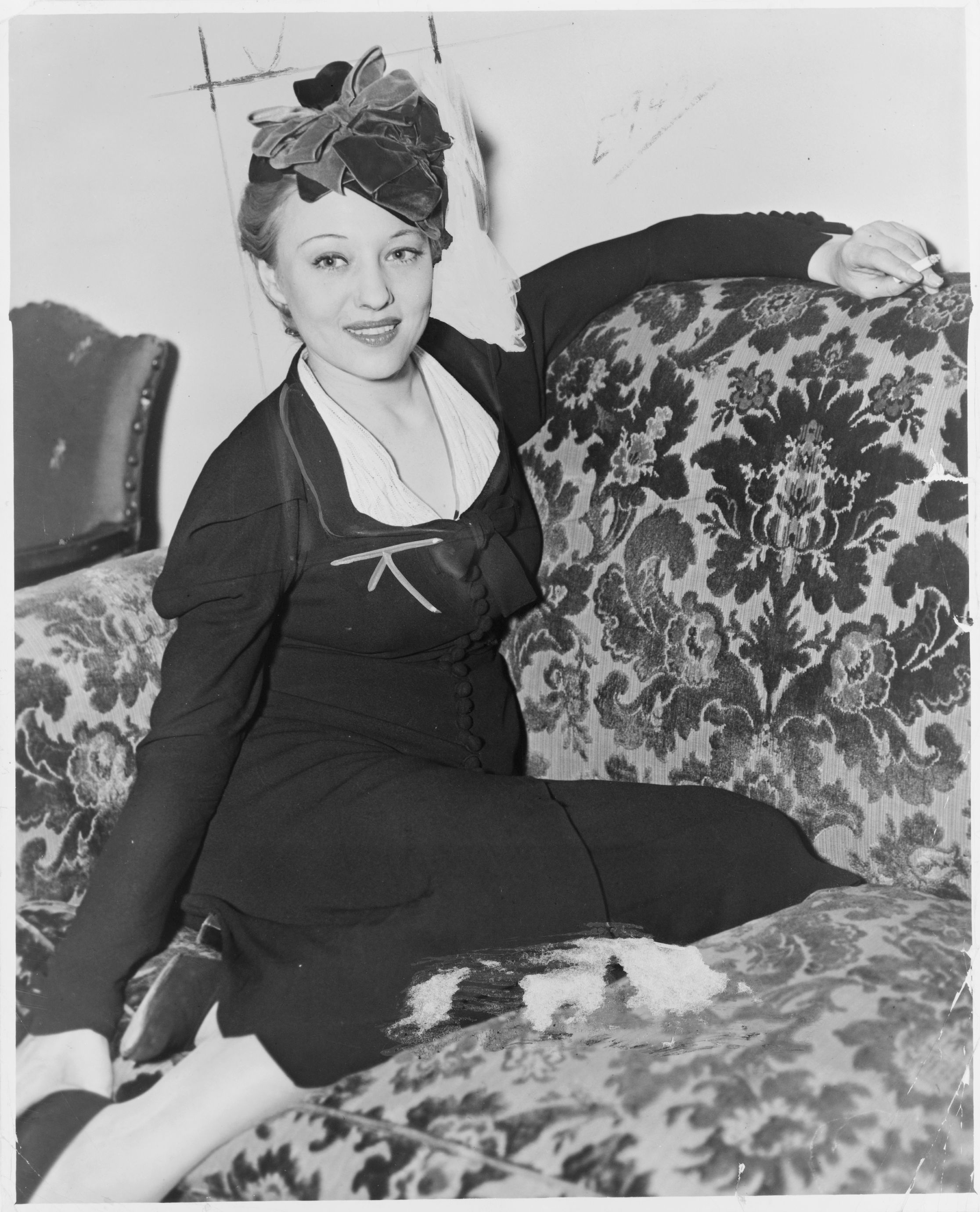
ファンダンスで有名なサリー・ランド。

チャーリー・チャップリンは1915年に映画『チャップリンのカルメン』(Burlesque on Carmen) に出演しているが、1910年にシカゴのバーレスクについて、「ほとんどは猥雑でたくさんの女たちが出てくるコメディ」だったと述べている。20世紀初頭までには、全国を回るバーレスクショーの巡業ネットワークが2種類できた他、ウィンター・ガーデンのミンスキーズをはじめとして、ニューヨークなどには常時営業する一座があった。バーレスク劇場のあっけぴろげな雰囲気に大きく貢献していたのが自由に酒を飲める環境であり、禁酒法施行は大打撃であった。この時期に人気のあったバーレスクショーは結局ストリップティーズが多くを占めるものへと発達し、1920年代半ばにはバーレスクは完全に脱衣中心になった。最初は若い女性たちが歌ったり踊ったりして美しい風采を見せるものであり、あまり動きがない場合は豪華な舞台衣装で見映えを補っていた。エキゾティックでベリーダンスに似た「クーチ」ダンスが持ち込まれ、シリアが起源だという触れ込みで宣伝が行われた。そのうち、ストリッパーがだんだん歌や踊りを披露するパフォーマーにとってかわるようになり、1932年までにはアメリカ合衆国中で少なくとも150人、ストリップティーズを売り物とするスターがいた。伝統的なバーレスクからストリップティーズへの移行の様子は1968年の映画The Night They Raided Minsky'sなどでもとりあげられている。

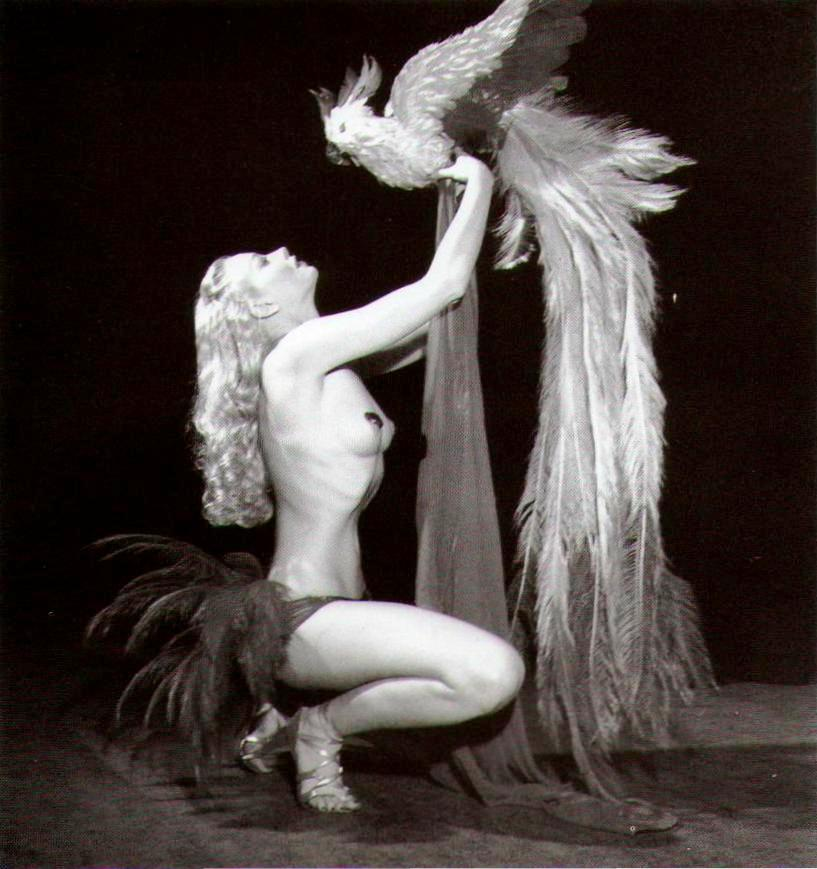
リリ・セイント・シア。

1930年代頃のアメリカには、スターとして名声を博すバーレスクパフォーマーが多数いた。ジプシー・ローズ・リーはこの頃のバーレスク界最大のスターのひとりであり、服を脱ぐばかりではなく、気の利いた話や観客とのやりとりなども高く評価され、ミンスキーズにも出演した。羽根のついた扇で体を隠しながら踊るファンダンスやバブルダンスで有名なサリー・ランドは1933年のシカゴ万国博覧会にも出演してファンダンスを披露し、大きな話題になった。ファンダンスについては同じくよく知られたダンサーであったフェイス・ベーコンが自らが創始者であると主張しており、ランドとはライバルであった。ゾリータはスキャンダラスで個性的な演目を得意とし、ボアコンストリクターと一緒に舞台に出るショーで有名であった。スターのひとりであるアン・コリオは、平均的なストリッパーの給与が週に60ドル程度であった1932年頃に、週に5000ドルを稼ぎ出していたという。1940年代には小道具を使った手の込んだショーが売り物のリリ・セイント・シアがカナダで活躍し、「モントリオールで最も有名な女性」と呼ばれるほどの名声を博した。
1930年代の末期にはバーレスクショーに対して厳しく社会的な取り締まりが行われるようになり、だんだん衰退していった。徐々にショーはアンサンブルで行う猥雑なヴァラエティショーからほとんどストリップティーズだけを行う単純なパフォーマンスに変わっていった。ニューヨークでは、フィオレロ・ラガーディア市長がバーレスクを規制し、1940年代初頭までには実質的に営業ができない状態に追い込んだ。バーレスクは北米の他の地域ではしばらく延命したが、だんだんと存在感を失い、1970年代までには舞台でのヌードがふつうになったこともあり、アメリカン・バーレスクは「最終的にみすぼらしい終焉に」向かうこととなった。

## 映画

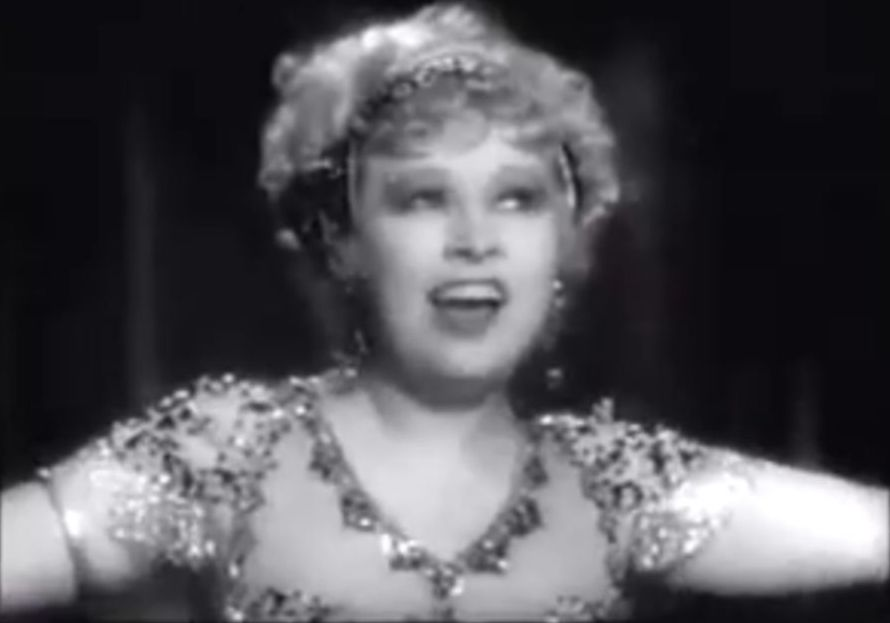
『妾は天使ぢゃない』でバーレスクショーを披露するメイ・ウエスト

バーレスクショーの人気が衰えてきた頃、幅広い観客がパフォーマンスを見て楽しめるよう、映画がアメリカンバーレスクの心意気を伝える試みを始めた。バーレスク映画の多くは単にパフォーマーがショーをしているところを撮るだけで、しっかりした筋立てのある映画は多くはないものの、そうした作品もないわけではない。たとえば、『妾は天使ぢゃない』 (1933) は筋のある映画だが、作中でメイ・ウエストがバーレスクショーを披露する。1943年の『バーレスクの貴婦人』(Lady of Burlesque)はバーバラ・スタンウィックが主演で、殺人ミステリである一方、上映時間の大部分がバーレスクパフォーマーの舞台裏での様子を描いている。

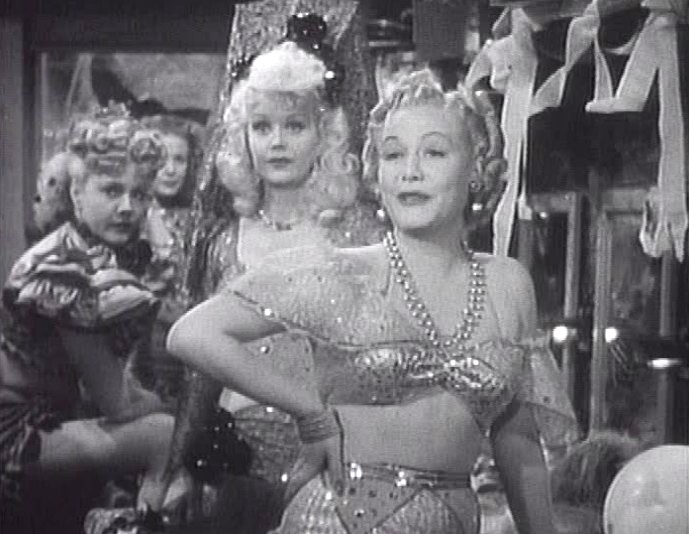
映画『バーレスクの貴婦人』でバーレスクパフォーマーを演じるマリオン・マーティンとグロリア・ディクソン

筋立てがなくてもよかったため、既存の映像を再編集したりパッケージを変えたりし、タイトルも新しくしてほとんど手間をかけずに作品を作ることが可能だったので、エクスプロイテーション映画のプロデューサーや配給元はバーレスク映画を作るようになった。1950年代のデータの中には、バーレスク映画を作るにあたりスタジオが5万ドル以上かけていたということを示すものもあるが、エクスプロイテーション映画を実際に作っていたダン・ソニーによると、早撮りで1日以下で撮れるものすらあったため、ほとんどは1万5千ドルくらいしかかからなかったという。1946年の Hollywood Revels (1946)は、バーレスクをそのまま撮って組み込んだ最初期のハリウッド映画であると考えられている。その後、他のハリウッド映画のプロデューサーもバーレスク映画に進出し、カラー映像やロケーション撮影も行うようになった。Naughty New Orleans (1954) はバーレスクショーを映像におさめたそのような作品の例で、女性たちもジョークも均等に登場させているが、会場はバーレスクハウスの舞台から人気のあるナイトクラブに変わる。
写真家のアーヴィング・クロウは、主にピンナップのスターであるベティ・ペイジや、その後テレビのスターになるジョー・E・ロスなどさまざまなくだけた芸風のコメディアンが登場する一連のバーレスク映画を作っている。ペイジが出演している有名な映画としては、『ストリッポラマ』(1953)、『ヴァラエティーズ』 (1954)、『ティーズラマ』 (1955)があげられる。こうしたバーレスク映画では当時の基準からすると自由な性表現が行われており、女性が自分のセクシュアリティをオープンに表現できるようにすることで、人々が女性について持っていた固定観念を揺さぶる機能を果たした。 
1950年代に入ると、既にバーレスクは過去の娯楽だと考えられるようになっていた。この頃のバーレスクのスターとしてはブレイズ・スターがいる。バーレスクによく出演していたコメディアンのフィル・シルヴァースは、在りし日のバーレスクを懐かしむミュージカル演目であるTop Bananaを1951年に作っている。The Night They Raided Minsky's (1968) は古典的なアメリカン・バーレスクを描いた映画作品である。

## ニュー・バーレスク

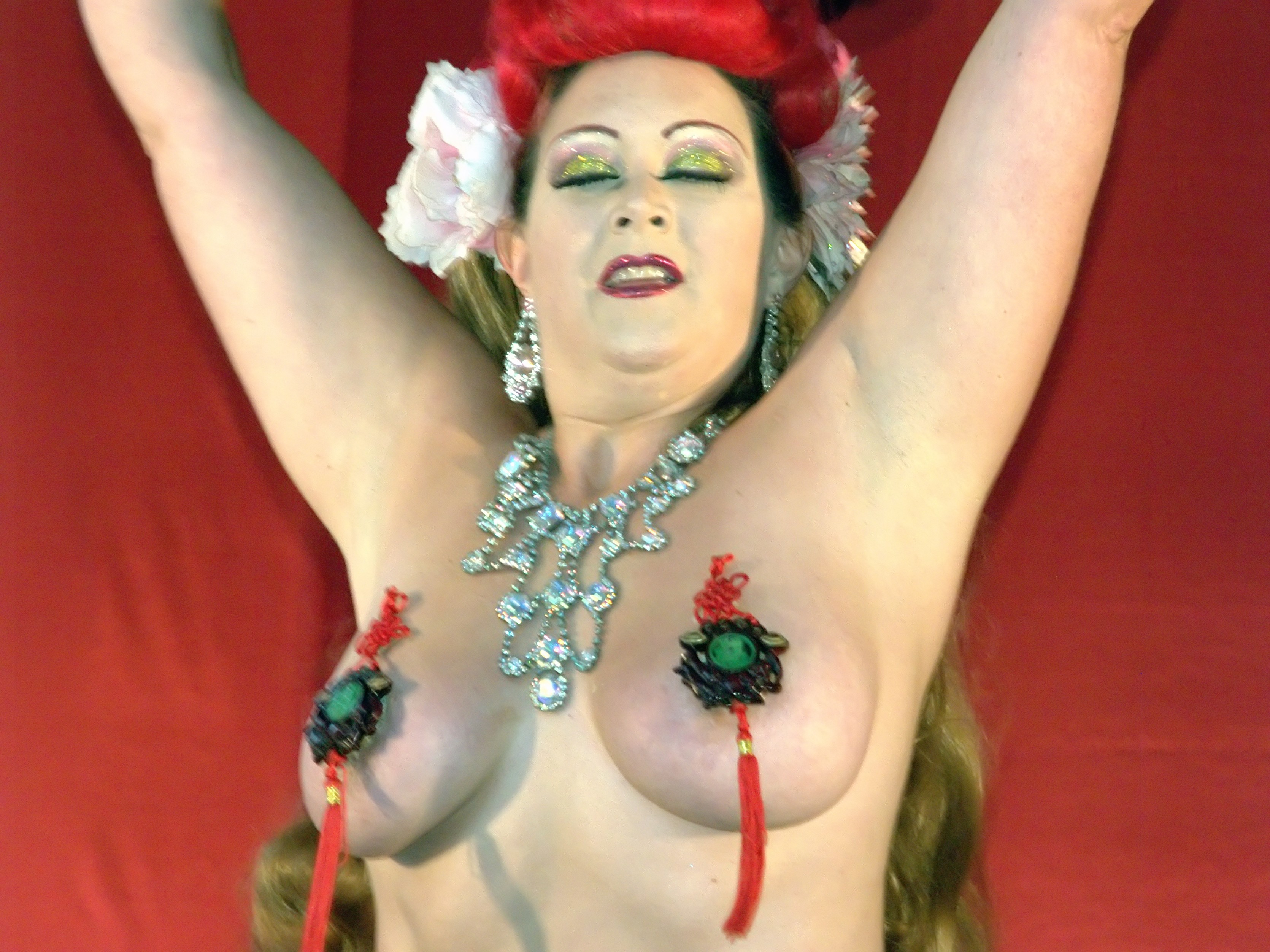
ダーティ・マティーニ、2009年にニューヨークで開催されたハウル・フェスティバルにて

古典的なアメリカン・バーレスクのグラマラスなショーにノスタルジアを感じ、バーレスクを復活させようとする動きが20世紀末に始まった。こうしたリバイバルの動きついては、1990年代半ばにビリー・マドリー(「シネマ」及びトニー・マランドの「ダッチ・ヴァイスマンズ・フォリー」レビューに参加)などがニューヨークで始めた一方、別個にロサンゼルスでミシェル・カーによるバーレスク集団「ヴェルヴェット・ハンマー・バーレスク」が始めたと考えられている。この動きはサリー・ランド、テンペスト・ストーム、ジプシー・ローズ・リー、リリ・セイント・シアのようなかつてのスターからの影響を受けており、ディタ・フォン・ティースやジュリー・アトラス・マズ、ダーティ・マティーニなどが代表的なパフォーマーとしてあげられる。2008年に『ニューヨーク・タイムズ』は、バーレスクが街のパフォーマンスシーンに戻ってきたと報じた。ラスベガスで行われるバーレスク・ホール・オブ・フェイム・ウィークエンドをはじめとして、様々なバーレスク・フェスティバルが各地で行われている。
今日のバーレスクはさまざまな形をとるショーであるが、しばしば過去のバーレスクレジェンドたちを再現・顕彰したりするという共通点があり、ふつうはストリップティーズが中心で、ぜいたくでキラキラしたコスチューム、艶笑ユーモア、キャバレー、コメディ、ヴァラエティショー風の芸などをしばしば取り入れている。ニュー・バーレスクは過去のショーを顕彰することが多いが、伝統的なバーレスクによくあるパロディや政治諷刺の要素については踏襲しないものも多く存在する。
2010年にクリスティーナ・アギレラとシェール主演で作られた映画『バーレスク』は、このようなバーレスクリバイバルを背景に登場した作品であった。しかしながらレビューは賛否両論であり、映画サイトRotten Tomatoesでは37％のスコアである。『ニューヨーク・タイムズ』の批評によると、映画『バーレスク』は「倒錯的なくらい大人しい」内容で1990年代初頭から復興したニュー・バーレスクとはあまり似ておらず、物語も古くさいと指摘している。